# 安藤治彦
安藤 治彦（あんどう はるひこ、1966年4月2日 - ）は、福島県出身の歌手。1990年デビュー。

## 作品

### シングル
- IRONIC LOVER（1990年2月25日）
- Rainydayはスローモーション（1990年6月1日）
- 誰かが君のことを（1991年1月25日）
- 健康なロマンス（1991年10月25日）
- 君がいないだけ（1992年5月25日）
- ありったけの愛をこめて（1992年9月26日）
- 虹を見たかい（1993年4月25日）
- 愛はひとりじゃない（1993年11月10日）
- 君を壊したい（1994年5月25日）
- 不器用なエンジェル（1995年2月22日）
- 愛になりたい（1996年10月25日）

### アルバム
- LOST ANGEL（1990年3月25日）
- Call it love（1991年2月25日）
- 虹を見たかい（1993年5月26日）

#### その他・参加作品
- White Album'90（1990年11月10日） - ポリドールが企画したクリスマスをテーマにしたオムニバスアルバム。9曲入り。安藤は8曲目『サンタクロースの陰謀』を提供。

## タイアップ
- 「健康なロマンス」 - テレビ朝日系「こだわりTV PRE★STAGE」エンディングテーマ
- 「君がいないだけ」 - ボビーに首ったけエンディングテーマ/JR東海“踏切事故防止キャンペーン”CMソング
- 「ありったけの愛をこめて」 - 東京学園グループCMソング/MBS 系全国ネット「快傑!ドクターランド」エンディングテーマ
- 「虹を見たかい」 - テレビ東京系「TVチャンピオン」エンディングテーマ
- 「愛はひとりじゃない」 - TBS系「極楽自由区」エンディングテーマ
- 「君を壊したい」 - うるとら7:00エンディングテーマ
- 「Kiss」 - Kiss-FM「MIDNITE Kiss」エンディングテーマ
- 「不器用なエンジェル」 - サークルKTV-CMソング（バレンタイン&ホワイトデー・キャンペーン）